# Cochylidichnium amulanum
Cochylidichnium amulanum es un género de polillas pertenecientes de la familia Tortricidae. Se encuentra en Guerrero, México.